# Antofyllit
Antofyllit (av latin: anthophyllum, "kryddnejlika"), är ett amfibolmineral med den kemiska sammansättningen (Mg, Fe)7Si8O22(OH)2 (magnesium. järn, silikat, hydroxid). Antofyllit är isomorft med cummingtonit. I vissa former är antofyllit fibröst och lamellerat och klassas som asbest. Antofyllitkristallen kännetecknas av sin perfekta klyvning längs riktningar 126 grader och 54 grader.

## Förekomst
Antofyllit är en produkt av metamorfism av magnesiumrika bergarter, särskilt ultrabasiska magmatiska bergarter och orena dolomitiska skiffer. Det bildas också som en retrograd produkt som rimmar relikt ortopyroxener och olivin, och som ett spårmineral i kordieritbärande gnejser och skiffer. Antofyllit förekommer också som ett retrogradmetamorft mineral härrörande från ultramafiska bergarter tillsammans med serpentinit.

## Bildning
Antofyllit bildas genom nedbrytning av talk i ultramafiska bergarter i närvaro av vatten och koldioxid som en prograd metamorf reaktion. Partialtrycket av koldioxid (XCO2) i vattenlösning gynnar produktion av antofyllit. Högre partialtryck av CO2 minskar temperaturen hos antofyllit-in isograd.
Ultramafiska bergarter i rent vattenhaltiga, CO2-fria miljöer tenderar att bilda serpentinit-antigorit-brucit-tremolitsamlingar (beroende på MgO-innehåll) eller vid amfibolit till granulitmetamorf kvalitet, metamorf pyroxen eller olivin. Således är metamorfa sammansättningar av ultramafiska bergarter innehållande antofyllit ett tecken på åtminstone grönskiffer facies metamorfism i närvaro av koldioxidbärande metamorfa vätskor.
De typiska metamorfa assemblagereaktionerna för lågmagnesiska (<25 procent MgO) och högmagnesiska (>25 procent MgO) ultramafiska bergarter är:
- Olivin + tremolite + talk → Olivin + tremolit + antofyllit (lågt MgO, >550 °C, XCO2 <0.6)
- Talk + tremolit + magnesit → tremolit + antofyllit + magnesit (hög MgO, >500 °C, XCO2 >0,6)
- Talk + magnesit + tremolit → antofyllit + tremolit + magnesit (låg MgO, >500 °C, XCO2 >0,6)

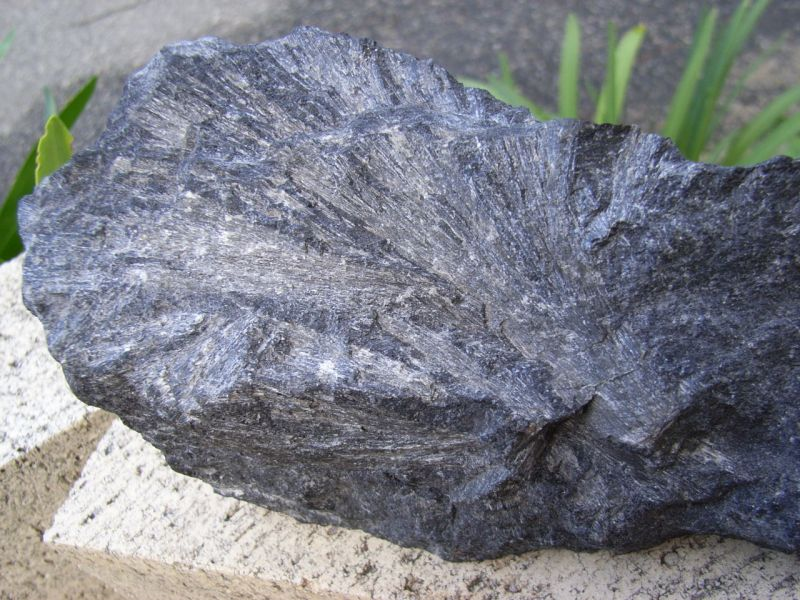
Antofyllit i serpentiniserad komatiit, Maggie Hays Ni Mine, Västra Australien

Retrogressiv antofyllit är relativt sällsynt i ultramafiska bergarter och är vanligtvis dåligt utvecklad på grund av det lägre energitillståndet som är tillgängligt för pågående metamorfa reaktioner och även den allmänna uttorkningen av bergmassor under metamorfism. På samma sätt begränsar behovet av väsentliga komponenter av koldioxid i metamorf vätska utseendet hos antofyllit som ett retrogradmineral. Den vanliga metamorfa samlingen av retrogradförändrade ultramafiska bergarter är alltså vanligtvis en serpentinit- eller talkmagnesitsammansättning.
Retrograd antofyllit förekommer oftast i skjuvzoner där sprickbildning och klippning av bergarterna ger en ledning för kolsyrade vätskor under retrogression.

## Utvinning

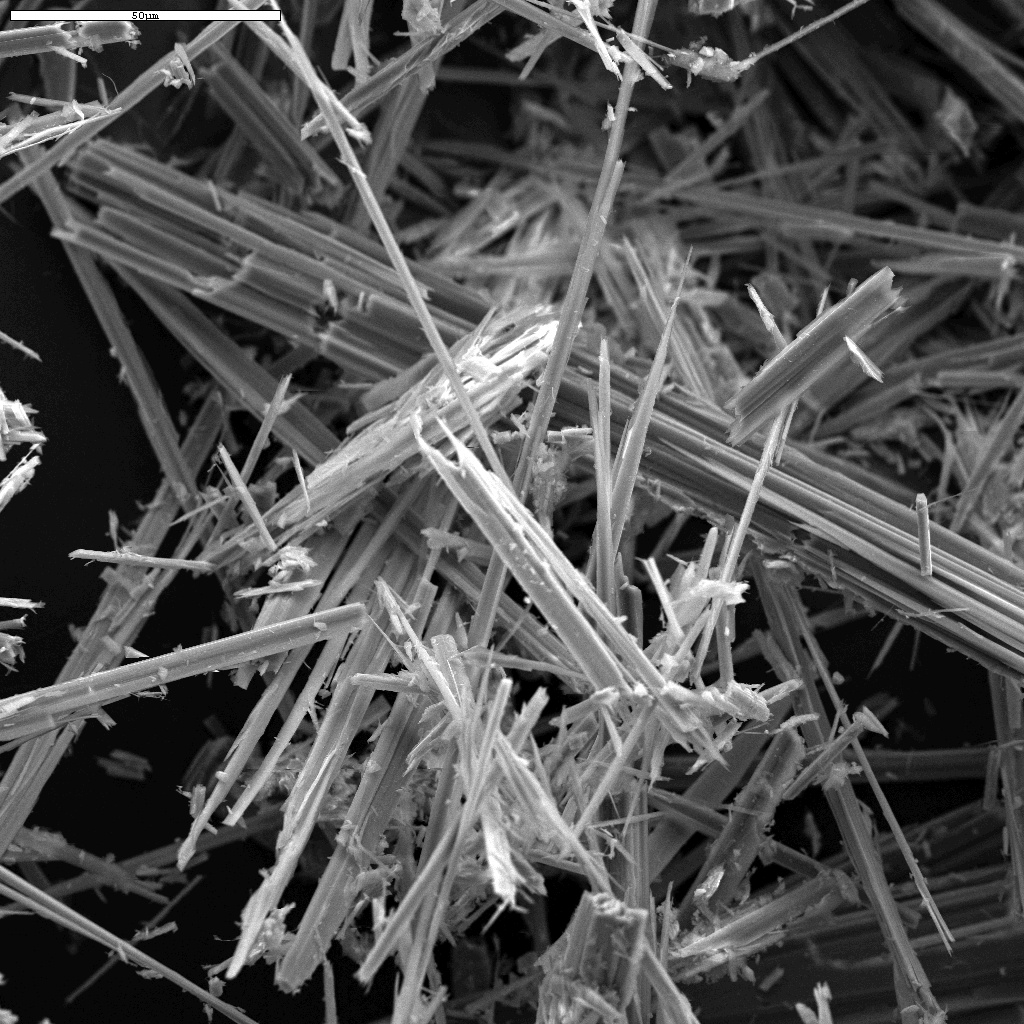
Antofyllitfibrer (SEM-mikrograf)

Fibrös antofyllit är en av de sex erkända typerna av asbest. Den bröts i Finland och även i Matsubase, Japan där en storskalig brytning av asbest i dagbrott och en kvarn var i drift mellan 1883 och 1970.
I Finland bröts antofyllitasbest i två gruvor, den större Paakkila i Tusnäs kommun startade 1918 och stängdes 1975 på grund av dammproblemen. Den mindre gruvan, Maljasalmi i kommunen Outokumpu, bröts från 1944 till 1952. Antofylliten användes i asbestcement och för isolering, takmaterial etc.